# Saint-Sauveur-de-Puynormand
Pour les articles homonymes, voir Saint-Sauveur.
Saint-Sauveur-de-Puynormand est une commune du Sud-Ouest de la France, située dans le département de la Gironde, en région Nouvelle-Aquitaine.

## Géographie

### Localisation
La commune, classée commune forestière, se situe dans le pays du Libournais à environ 50 km de Bordeaux, au nord du département de la Gironde. Le territoire communal est situé à 18 km environ au Nord-est de Libourne.

La commune, traversée par le 45è  Parallèle, est de ce fait située à égale distance du pôle Nord et de l'équateur terrestre (environ 5 000 km).

### Communes limitrophes
Les communes limitrophes sont  Camps-sur-l'Isle, Petit-Palais-et-Cornemps, Puynormand, Saint-Médard-de-Guizières et Saint-Seurin-sur-l'Isle.
| Saint-Médard-de-Guizières | Camps-sur-l'Isle            | Saint-Seurin-sur-l'Isle |
|                           | Saint-Sauveur-de-Puynormand |                         |
| Petit-Palais-et-Cornemps  |                             | Puynormand              |

### Climat
Pour des articles plus généraux, voir Climat de la Nouvelle-Aquitaine et Climat de la Gironde.
Historiquement, la commune est exposée à un climat océanique aquitain.  
En 2020, Météo-France publie une typologie des climats de la France métropolitaine dans laquelle la commune est exposée à un climat océanique et est dans la région climatique  Aquitaine, Gascogne, caractérisée par une pluviométrie abondante au printemps, modérée en automne, un faible ensoleillement au printemps, un été chaud (19,5 °C), des vents faibles, des brouillards fréquents en automne et en hiver et des orages fréquents en été (15 à 20 jours).
Pour la période 1971-2000, la température annuelle moyenne est de 12,7 °C, avec une amplitude thermique annuelle de 14,9 °C. Le cumul annuel moyen de précipitations est de 834 mm, avec 11,3 jours de précipitations en janvier et 6,3 jours en juillet. Pour la période 1991-2020, la température moyenne annuelle observée sur la station météorologique la plus proche, située sur la commune de Saint-Émilion à 15 km à vol d'oiseau, est de 13,9 °C et le cumul annuel moyen de précipitations est de 798,1 mm,. Pour l'avenir, les paramètres climatiques de la commune estimés pour 2050 selon différents scénarios d’émission de gaz à effet de serre sont consultables sur un site dédié publié par Météo-France en novembre 2022.

## Urbanisme

### Typologie
Au 1er janvier 2024, Saint-Sauveur-de-Puynormand est catégorisée commune rurale à habitat dispersé, selon la nouvelle grille communale de densité à sept niveaux définie par l'Insee en 2022.
Elle est située hors unité urbaine. Par ailleurs la commune fait partie de l'aire d'attraction de Libourne, dont elle est une commune de la couronne,. Cette aire, qui regroupe 24 communes, est catégorisée dans les aires de 50 000 à moins de 200 000 habitants,.

### Occupation des sols

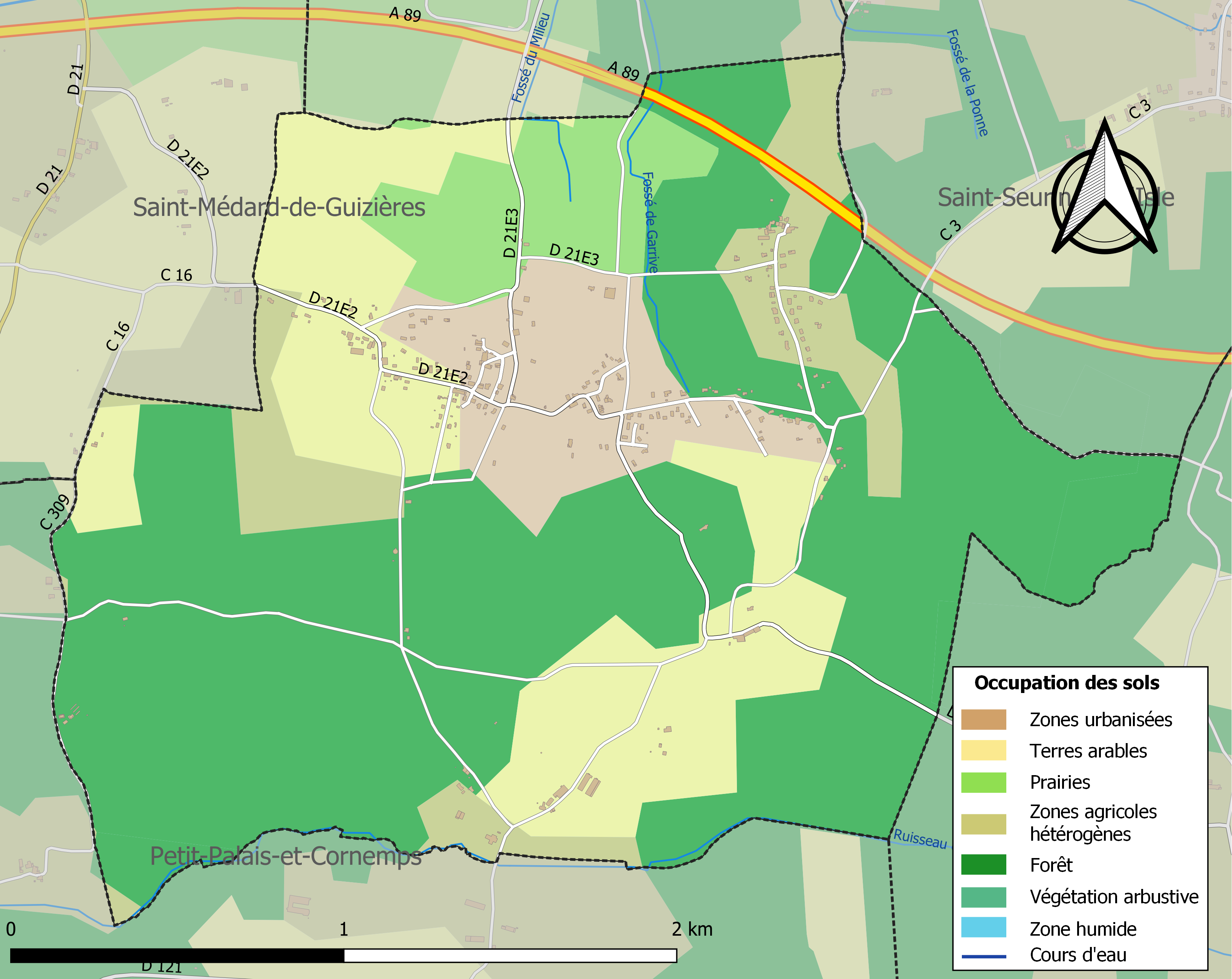
Carte des infrastructures et de l'occupation des sols de la commune en 2018 (CLC).

L'occupation des sols de la commune, telle qu'elle ressort de la base de données européenne d’occupation biophysique des sols Corine Land Cover (CLC), est marquée par l'importance des forêts et milieux semi-naturels (55,5 % en 2018), une proportion sensiblement équivalente à celle de 1990 (55,1 %). La répartition détaillée en 2018 est la suivante : 
forêts (55,5 %), cultures permanentes (19,9 %), zones agricoles hétérogènes (9,4 %), zones urbanisées (8,9 %), prairies (6,4 %). L'évolution de l’occupation des sols de la commune et de ses infrastructures peut être observée sur les différentes représentations cartographiques du territoire : la carte de Cassini (XVIIIe siècle), la carte d'état-major (1820-1866) et les cartes ou photos aériennes de l'IGN pour la période actuelle (1950 à aujourd'hui).

### Risques majeurs
Le territoire de la commune de Saint-Sauveur-de-Puynormand est vulnérable à différents aléas naturels : météorologiques (tempête, orage, neige, grand froid, canicule ou sécheresse), feux de forêts, mouvements de terrains et séisme (sismicité faible). Un site publié par le BRGM permet d'évaluer simplement et rapidement les risques d'un bien localisé soit par son adresse soit par le numéro de sa parcelle.
Saint-Sauveur-de-Puynormand est exposée au risque de feu de forêt. Depuis le 20 avril 2016, les départements de la Gironde, des Landes et de Lot-et-Garonne disposent d’un règlement interdépartemental de protection de la forêt contre les incendies. Ce règlement vise à mieux prévenir les incendies de forêt, à faciliter les interventions des services et à limiter les conséquences, que ce soit par le débroussaillement, la limitation de l’apport du feu ou la réglementation des activités en forêt. Il définit en particulier cinq niveaux de vigilance croissants auxquels sont associés différentes mesures,.
Les mouvements de terrains susceptibles de se produire sur la commune sont des tassements différentiels.

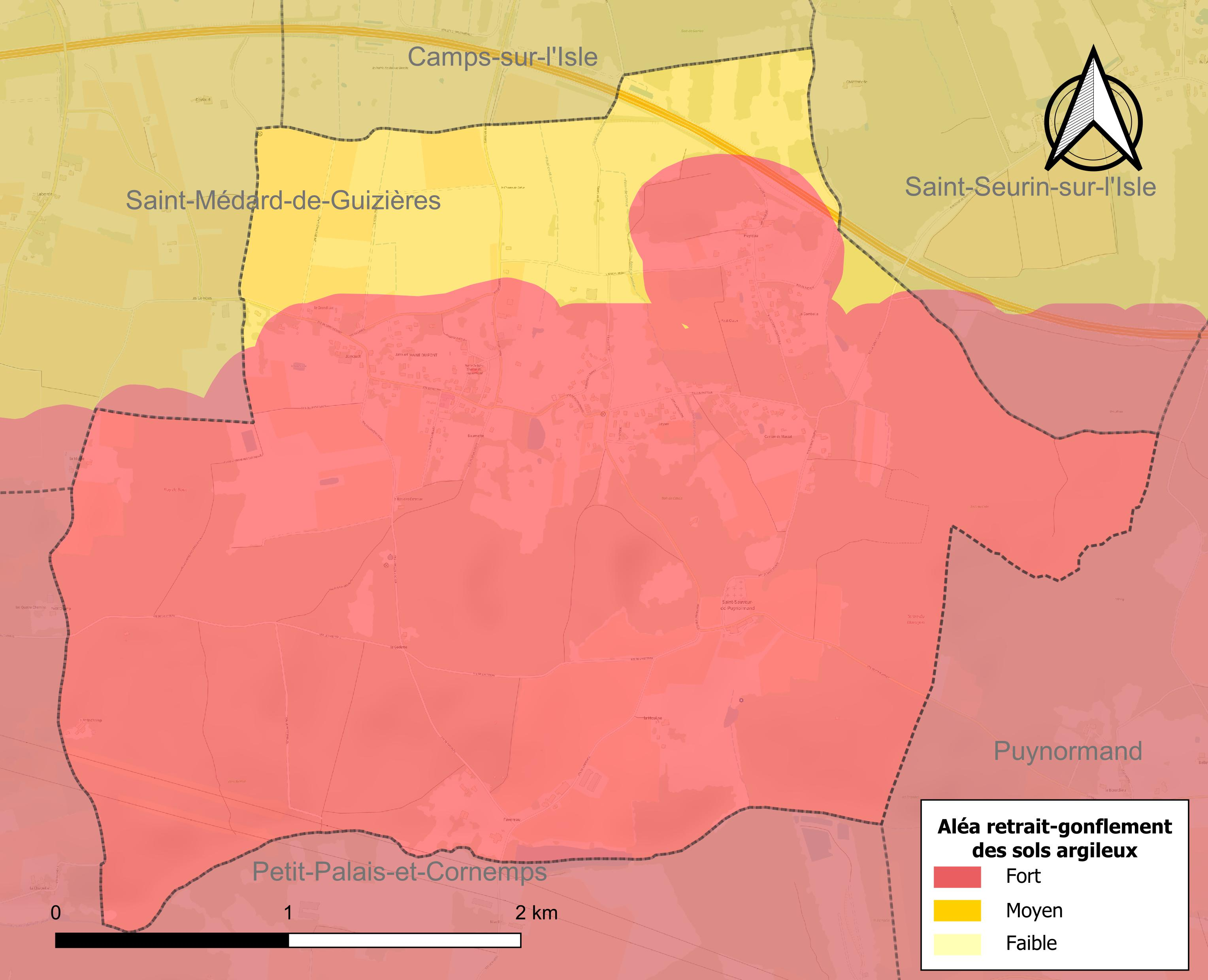
Carte des zones d'aléa retrait-gonflement des sols argileux de Saint-Sauveur-de-Puynormand.

Le retrait-gonflement des sols argileux est susceptible d'engendrer des dommages importants aux bâtiments en cas d’alternance de périodes de sécheresse et de pluie. La totalité de la commune est en aléa moyen ou fort (67,4 % au niveau départemental et 48,5 % au niveau national). Sur les 164 bâtiments dénombrés sur la commune en 2019, 164 sont en aléa moyen ou fort, soit 100 %, à comparer aux 84 % au niveau départemental et 54 % au niveau national. Une cartographie de l'exposition du territoire national au retrait gonflement des sols argileux est disponible sur le site du BRGM,.
La commune a été reconnue en état de catastrophe naturelle au titre des dommages causés par les inondations et coulées de boue survenues en 1982, 1983, 1999 et 2009, par la sécheresse en 1996, 2003, 2010, 2012 et 2017 et par des mouvements de terrain en 1999.

## Toponymie
Le nom de la commune provient de la dédicace de la paroisse à saint Sauveur, nom donné à Jésus-Christ, et du nom de la châtellenie de Puynormand, commune voisine dont le nom provient des Normands qui s’emparèrent de l’ancien château construit sur un puy, mot dérivé du latin podium qui désigne un mont, une élévation.

## Histoire
Peu de mentions écrites existent sur Saint-Sauveur-de-Puynormand et son église.
Au IXe siècle, des Normand s'installent au point culminant de la région, c'est-à-dire à Puynormand et à Saint-Sauveur-de-Puynormand.
Léo Drouyn dans sa « Guyenne militaire », nous présente la châtellenie de Puynormand : dépendante de la vicomté de Castillon jusqu’à son démembrement en 1252, la châtellenie de Puynormand exerçait ses droits féodaux sur 23 paroisses ou seigneuries. Annexée à la couronne d’Angleterre, elle fut confiée à Bérard d’Albret en 1330.
Contestée entre les vicomtes de Castillon et la famille d’Albret, elle dépendit, à la fin du XIVe siècle, pendant une courte période, des jurats de Libourne.
Au XVIe siècle, cette châtellenie est érigée en baronnie appartenant à Henri de Navarre, qui la vendit en 1602 à plusieurs acquéreurs pour rembourser ses dettes.
Au XVIIIe siècle, comme beaucoup de communes, la commune de Saint-Sauveur-de-Puynormand a été créée par le décret du 14 décembre 1789 à partir de l'ancienne paroisse de Saint-Sauveur-de-Puynormand, dépendante de l'église paroissiale Saint-Sauveur.

## Politique et administration

### Liste des maires
| Période                                  | Période  | Identité         | Étiquette | Qualité                    |
| ---------------------------------------- | -------- | ---------------- | --------- | -------------------------- |
| avant 1988                               | ?        | Jeanne Mages     | PS        |                            |
| mars 2001                                | En cours | Gérard Moulinier |           | Retraité Fonction publique |
| Les données manquantes sont à compléter. |          |                  |           |                            |

### Politique environnementale
Dans son palmarès 2024, le Conseil national de villes et villages fleuris de France a attribué une fleur à la commune.

## Population et société

### Démographie
L'évolution du nombre d'habitants est connue à travers les recensements de la population effectués dans la commune depuis 1793. Pour les communes de moins de 10 000 habitants, une enquête de recensement portant sur toute la population est réalisée tous les cinq ans, les populations de référence des années intermédiaires étant quant à elles estimées par interpolation ou extrapolation. Pour la commune, le premier recensement exhaustif entrant dans le cadre du nouveau dispositif a été réalisé en 2005.

En 2022, la commune comptait 365 habitants, en évolution de +1,67 % par rapport à 2016 (Gironde : +6,91 %, France hors Mayotte : +2,11 %).
| 1793 | 1800 | 1806 | 1821 | 1831 | 1836 | 1841 | 1846 | 1851 |
| ---- | ---- | ---- | ---- | ---- | ---- | ---- | ---- | ---- |
| 234  | 213  | 204  | 231  | 194  | 206  | 204  | 196  | 178  |

| 1856 | 1861 | 1866 | 1872 | 1876 | 1881 | 1886 | 1891 | 1896 |
| ---- | ---- | ---- | ---- | ---- | ---- | ---- | ---- | ---- |
| 191  | 171  | 206  | 176  | 174  | 184  | 176  | 158  | 158  |

| 1901 | 1906 | 1911 | 1921 | 1926 | 1931 | 1936 | 1946 | 1954 |
| ---- | ---- | ---- | ---- | ---- | ---- | ---- | ---- | ---- |
| 175  | 174  | 158  | 149  | 156  | 161  | 159  | 147  | 156  |

| 1962 | 1968 | 1975 | 1982 | 1990 | 1999 | 2005 | 2006 | 2010 |
| ---- | ---- | ---- | ---- | ---- | ---- | ---- | ---- | ---- |
| 147  | 146  | 162  | 245  | 340  | 361  | 402  | 397  | 407  |

| 2015 | 2020 | 2022 | - | - | - | - | - | - |
| ---- | ---- | ---- | - | - | - | - | - | - |
| 368  | 366  | 365  | - | - | - | - | - | - |

### Équipements, services et vie locale
Une « aire de convivialité » est située dans la forêt, sur la route de l'église.

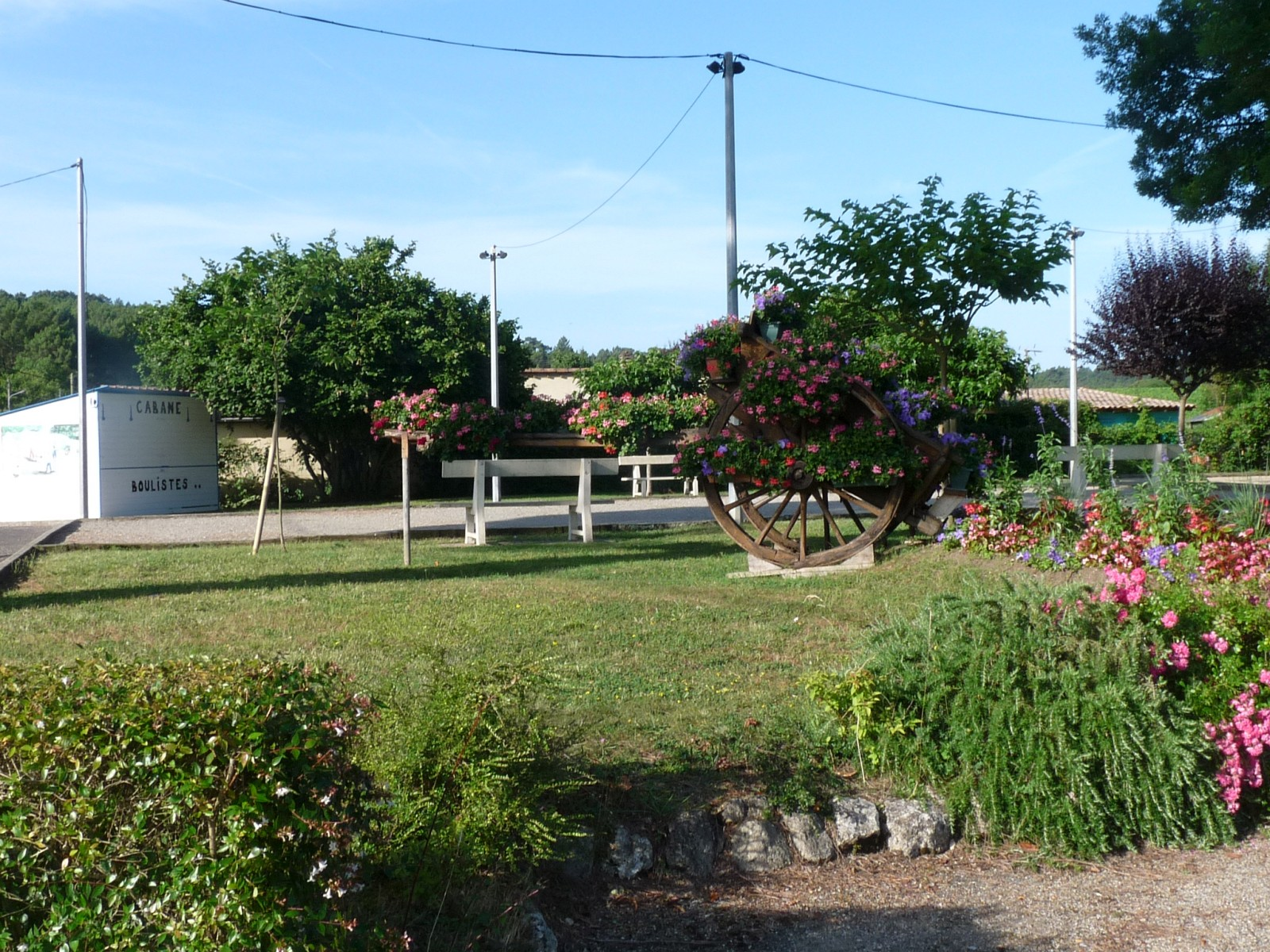
Square et place des boulistes
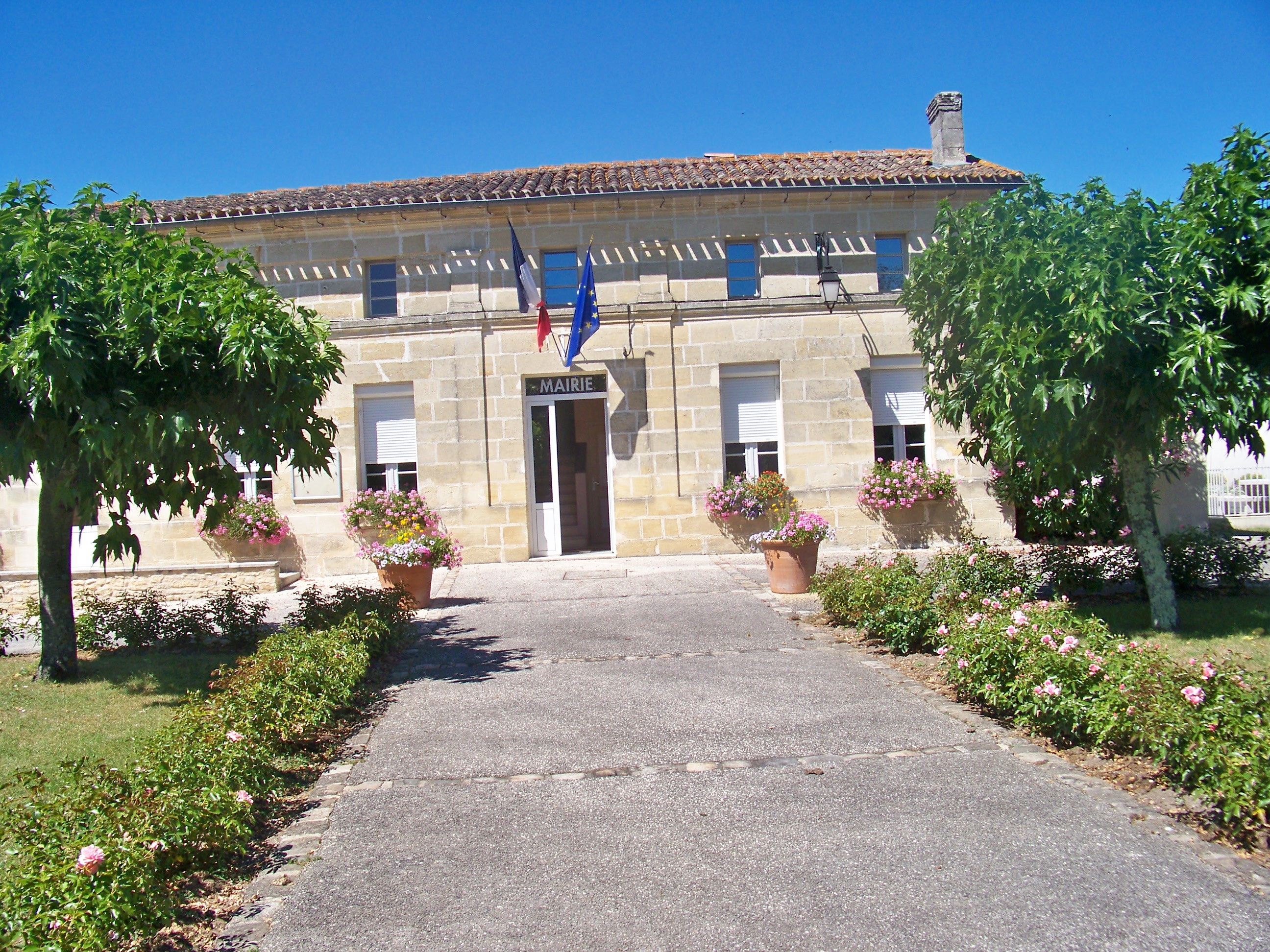
Hôtel de Ville
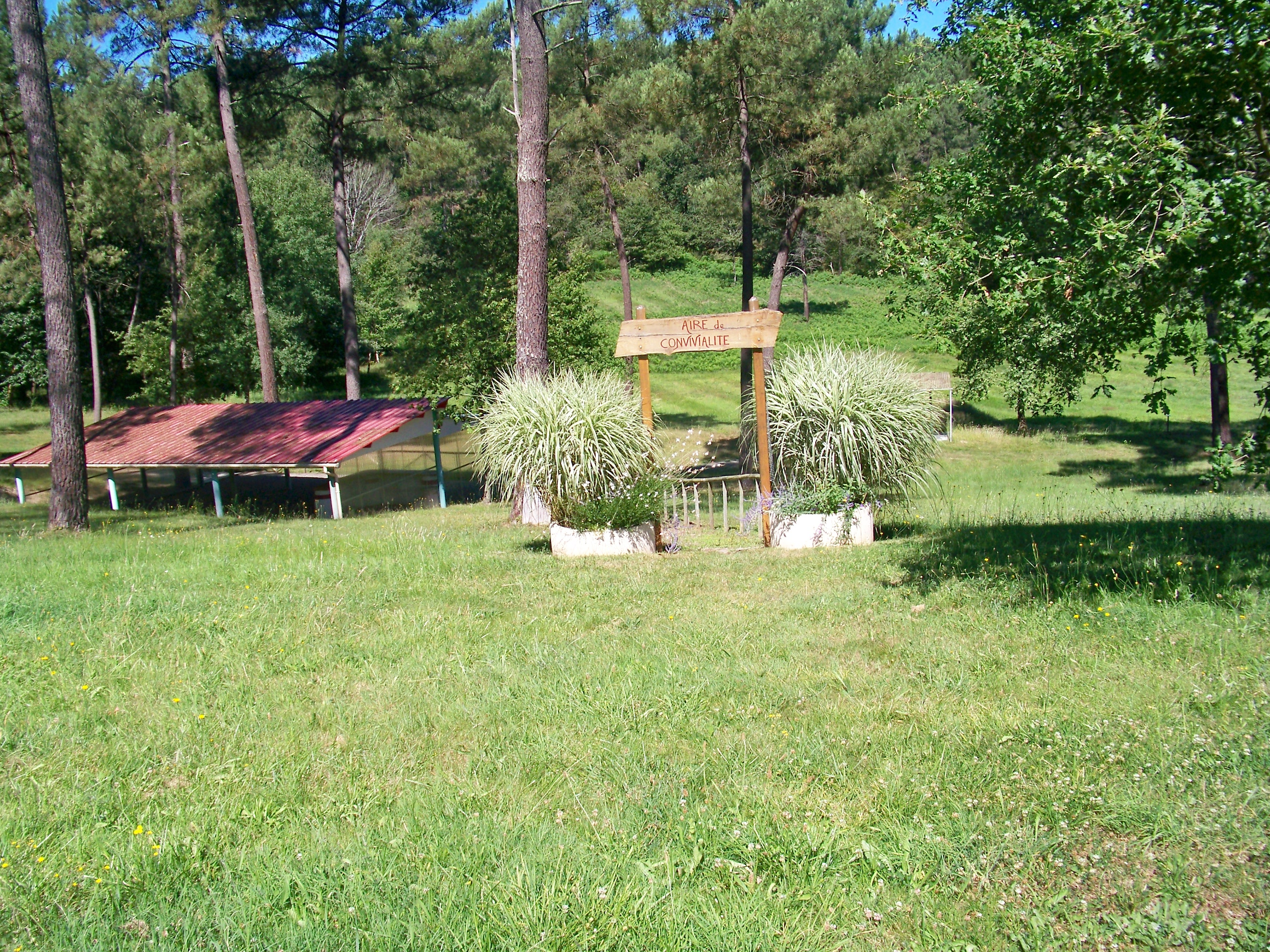
Aire de convivialité
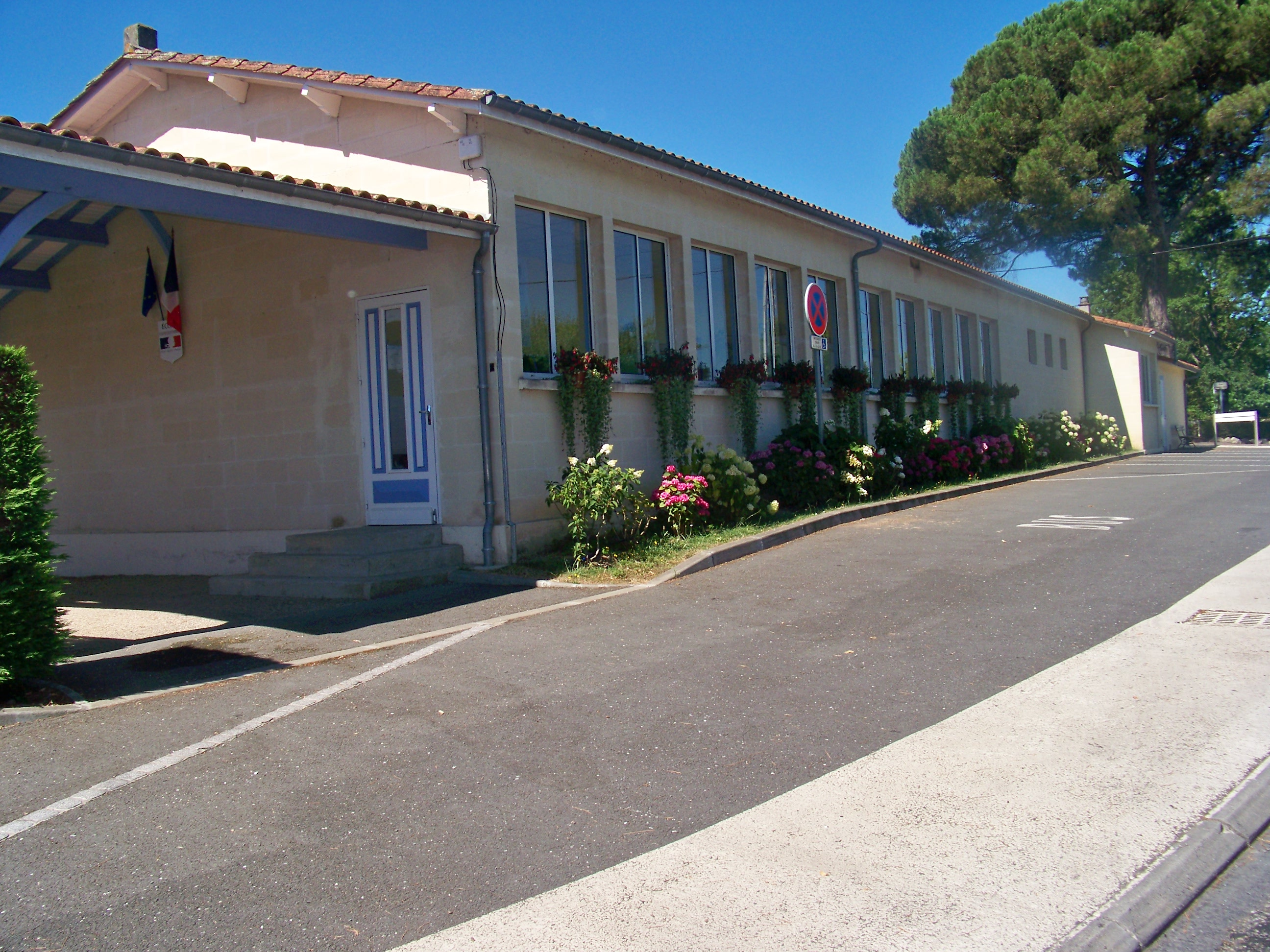
Ecole Maternelle
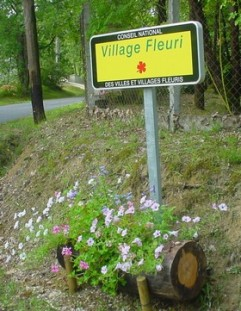
Entrée de Village
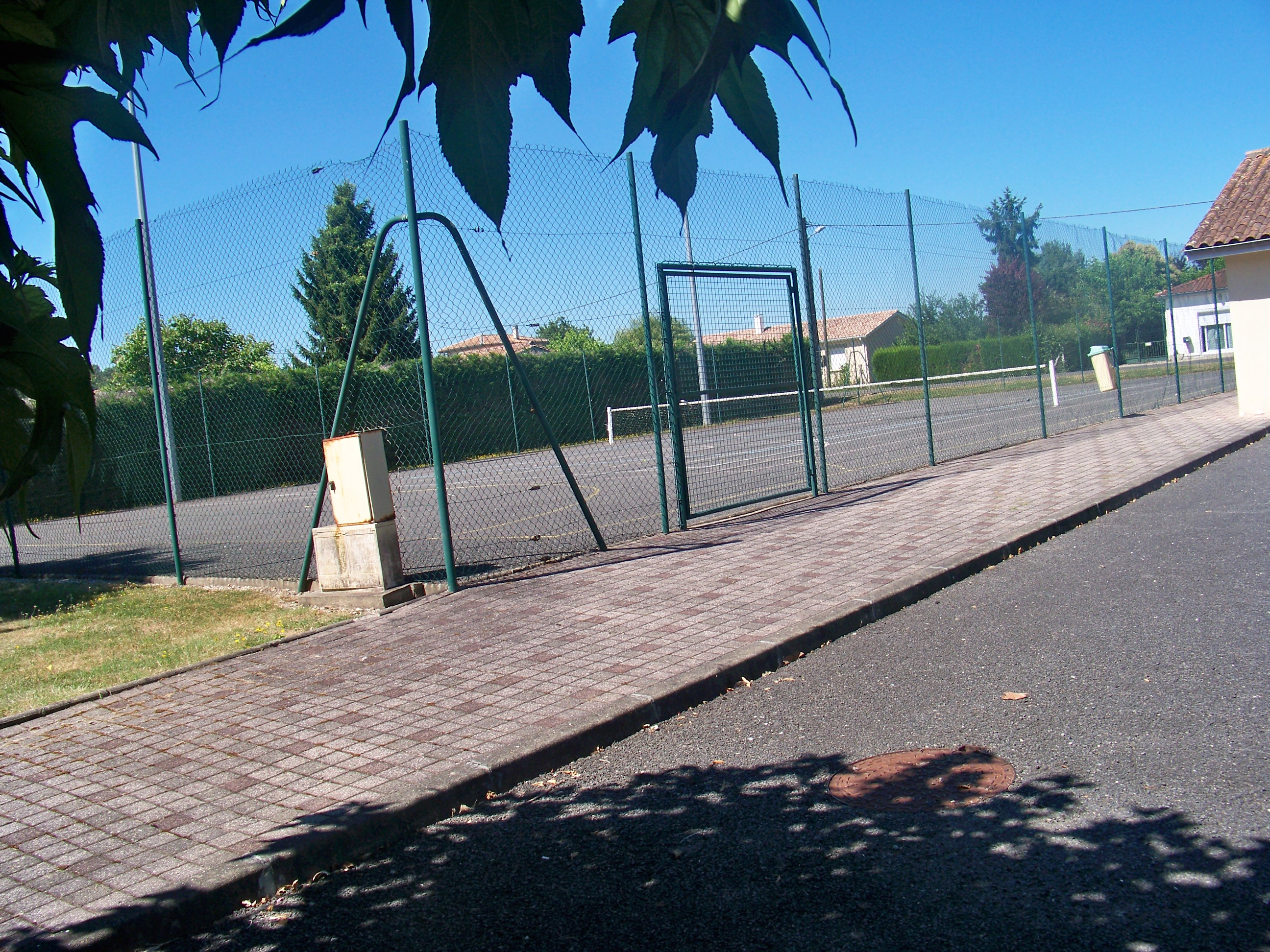
Terrain multisports Saint Sauveur de Puynormand

## Culture locale et patrimoine

### Lieux et monuments

#### Patrimoine religieux
L'église paroissiale Saint-Sauveur est située sur un site privilégié en bordure du coteau dominant la vallée de l’Isle. Elle domine un vaste paysage.
Le cimetière abrite un cénotaphe du XIe ou XIIe siècle classé monument historique au titre objet depuis 1924.

#### Patrimoine civil
Le tertre de Maragout, situé à 300 mètres, est attesté comme motte castrale, l’église primitive était-elle celle d’un village médiéval associé à cette motte ? Il est à 2 kilomètres du village de Puynormand, siège d’une importante châtellenie où se trouve également une remarquable motte féodale décrite par Léo Drouyn.

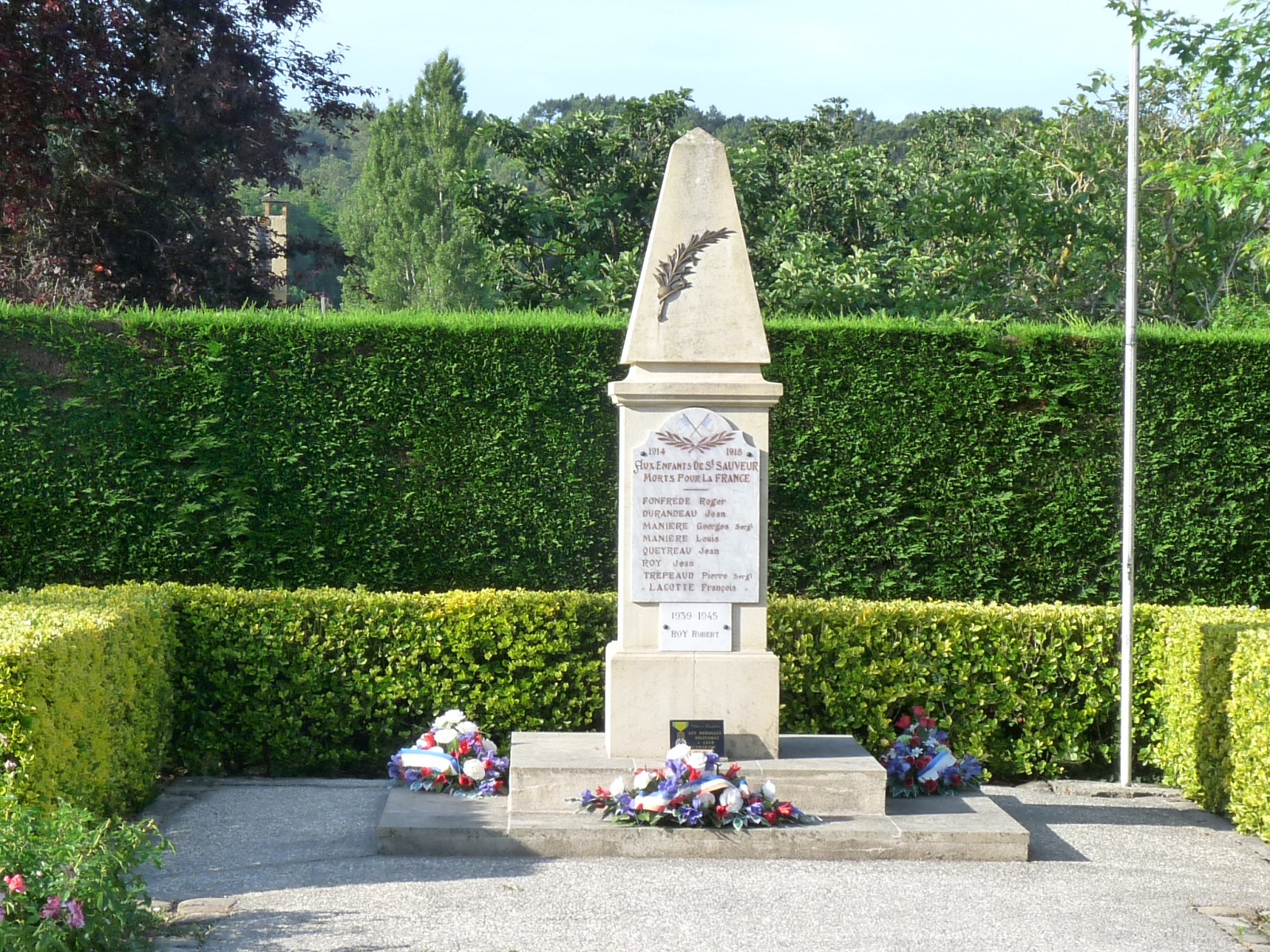
Le monument aux morts
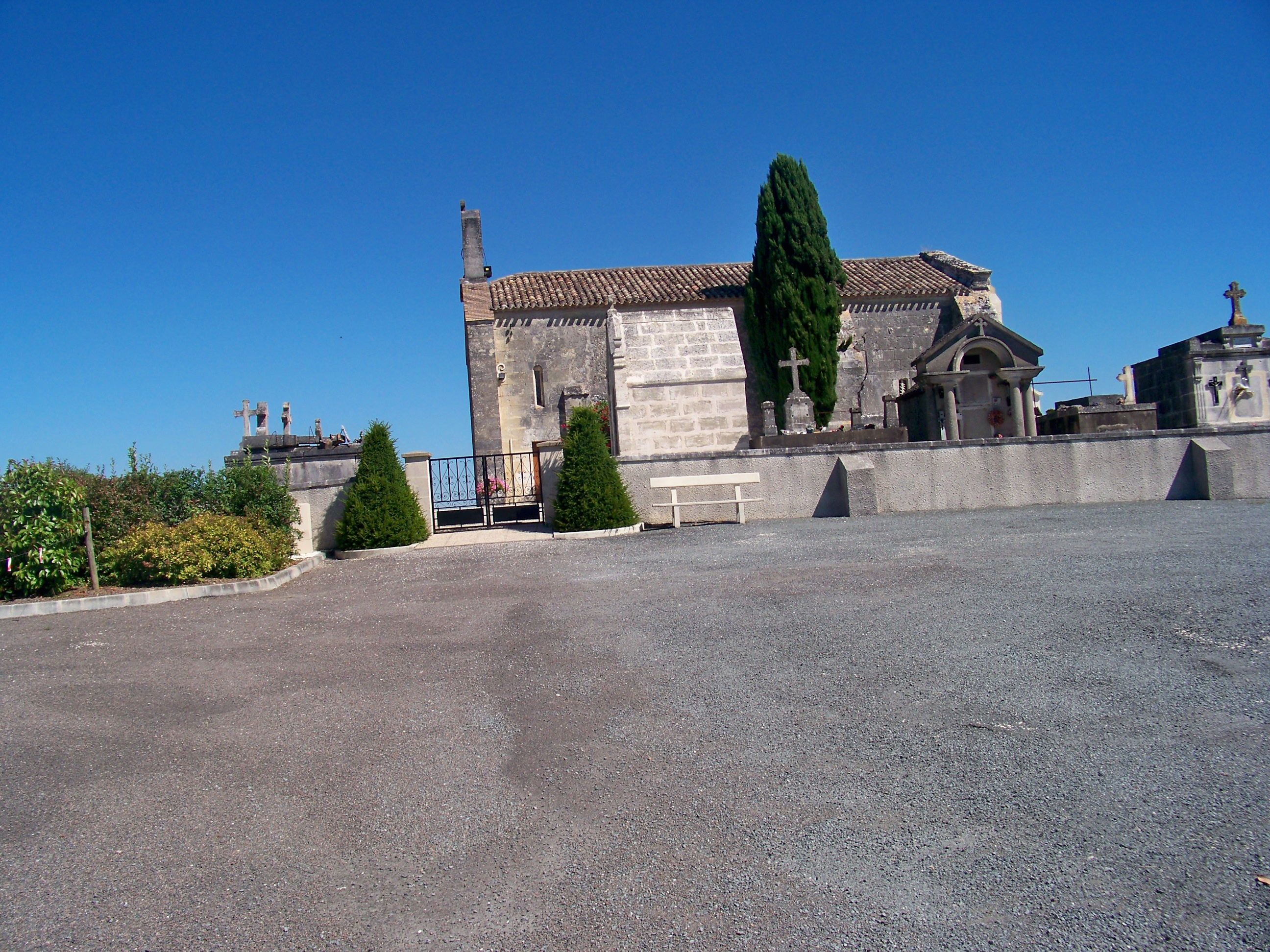
Eglise

### Héraldique
| Blason de Saint-Sauveur-de-Puynormand | « D’azur à la roue pleine au naturel chargée d’une croix patté d’argent et bardée de tenné avec l’inscription SAINT SAUVEUR DE PUYNORMAND en lettre capitales de sable, surmontée de deux lions affrontés d’or, à la filière aussi d’argent. » |